# Ahmadi (Buszehr)
Ahmadi, Aḩmadī (perski: احمدي) – wieś w południowym Iranie, w ostanie Buszehr. W 2006 roku miejscowość liczyła 1136 osób w 247 rodzinach.